# Nitroxyle
Pour les articles homonymes, voir HNO.
Le nitroxyle est un composé chimique de formule HNO bien identifié en phase gazeuse. En solution aqueuse, il agit comme un acide avec comme base conjuguée l'anion NO− (pKa = 11,4), forme réduite du monoxyde d'azote NO isoélectronique avec le dioxygène O2. Le nitroxyle est très réactif avec les nucléophiles (particulièrement les thiols) et dimérise rapidement en acide hyponitreux H2N2O2, qui se déshydrate ensuite en protoxyde d'azote N2O.
Le nitroxyle présente un intérêt dans le traitement des troubles cardiaques et les recherches se concentrent actuellement sur l'identification de nouveaux donneurs de nitroxyle. Une de ces études fait état d'un de ces donneurs préparé par oxydation d'une oxime de cyclohexanone par l'acétate de plomb(IV) pour donner de l'acétate de 1-nitrosocyclohexyle.

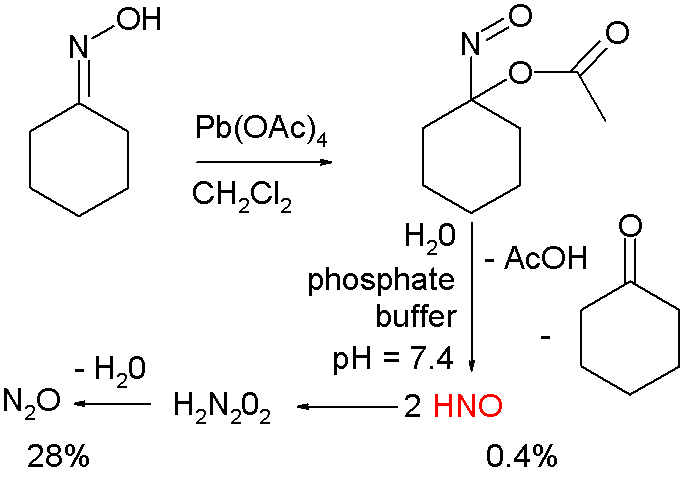
Formation de nitroxyle à partir d'oxime de cyclohexanone.

Le nitroxyle a été détecté dans le milieu interstellaire